# Mainzlar
Mainzlar ist ein Stadtteil von Staufenberg im mittelhessischen Landkreis Gießen. Das Straßendorf liegt am rechten Ufer der Lumda.

## Geschichte

### Ortsgeschichte
Die älteste bekannte schriftliche Erwähnung von Mainzlar erfolgte im Codex Eberhardi des Reichsklosters Fulda unter dem Namen Masceléren und wird in die Zeit 780–802 datiert. In erhaltenen Urkunden späterer Jahre wurde Mainzlar unter den folgenden Ortsnamen erwähnt (in Klammern das Jahr der Erwähnung): Mancilere, in villa (802/817), Manzelere (1286), Mancelar (1314), Manzilar (1315) und Mantzlar (1507).
Die Mainzlarer Kirche wurde 1566 im Salbuch von Kirchberg erstmals genannt. Sie wurde 1654 grundlegend renoviert.
Die Statistisch-topographisch-historische Beschreibung des Großherzogthums Hessen berichtet 1830 über Mainzlar:

„Mainzlar (L. Bez. Giessen) evangel. Filialdorf; liegt an der Lumda 1 1⁄2 St. von Giessen; hat 92 Häuser und 517 Einwohner, die außer 1 Katholiken und 19 Juden evangelisch sind. In der Gemarkung sind Torfgräbereien, die einen guten Sumpftorf liefern. – Mainzlar kommt ziemlich frühe unter dem Namen Mancilerc vor Der Ort gehörte zum Gericht Kirchberg, das mit Nassau gemeinschaftlich war, nachdem aber durch den Vertrag von 1585 diese Gemeinschaft aufgehoben wurde, so kam Mainzlar mit diesem Gericht ausschließend an Hessen.“

Begünstigt durch die Quarzitvorkommen in der Gemarkung und den Bau der Bahnlinie, siedelte sich zwischen 1903 und 1907 die Schamottfabrik Scheidhauer und Gießing, heute RHI Magnesita Deutschland, im Ort an.
Hessische Gebietsreform (1970–1977)
Im Zuge der Gebietsreform in Hessen wurde die bis dahin selbstständige Gemeinde Mainzlar kraft Landesgesetz zum 1. Juli 1974 mit der Stadt Staufenberg und den Gemeinden Mainzlar und Treis an der Lumda zur neuen Stadt Staufenberg zusammengeschlossen. Ein Ortsbezirk wurde für „Treis an der Lumda“ sowie ein gemeinsamer Ortsbezirk für die Stadtteile Staufenberg, Mainzlar und Daubringen eingerichtet.

### Verwaltungsgeschichte im Überblick
Die folgende Liste zeigt die Staaten und Verwaltungseinheiten, denen Mainzlar angehört(e):
- vor 1567: Heiliges Römisches Reich, Landgrafschaft Hessen, Amt Gießen, Gericht Lollar (Kondominium mit Grafschaft Nassau)
- ab 1567: Heiliges Römisches Reich, Landgrafschaft Hessen-Marburg, Amt Gießen, Gericht Lollar[10]
- ab 1585: Heiliges Römisches Reich, Landgrafschaft Hessen-Marburg, Amt Gießen (in Gänze zu Hessen-Marburg)
- 1604–1648: Heiliges Römisches Reich, strittig zwischen Landgrafschaft Hessen-Darmstadt und Landgrafschaft Hessen-Kassel (Hessenkrieg)
- ab 1648: Heiliges Römisches Reich, Landgrafschaft Hessen-Darmstadt, Oberfürstentum Hessen, Oberamt Gießen (ab 1789), Gericht Lollar[11]
- ab 1806: Großherzogtum Hessen, Fürstentum Ober-Hessen, Landamt Gießen[12][13]
- ab 1815: Großherzogtum Hessen, Provinz Oberhessen, Landamt Gießen[14]
- ab 1821: Großherzogtum Hessen, Provinz Oberhessen, Landratsbezirk Gießen[Anm. 2]
- ab 1832: Großherzogtum Hessen, Provinz Oberhessen, Kreis Grünberg
- ab 1837: Großherzogtum Hessen, Provinz Oberhessen, Kreis Gießen
- ab 1848: Großherzogtum Hessen, Regierungsbezirk Gießen
- ab 1852: Großherzogtum Hessen, Provinz Oberhessen, Kreis Gießen
- ab 1867: Norddeutscher Bund[Anm. 3], Großherzogtum Hessen, Provinz Oberhessen, Kreis Gießen
- ab 1871: Deutsches Reich, Großherzogtum Hessen, Provinz Oberhessen, Kreis Gießen
- ab 1918: Deutsches Reich, Volksstaat Hessen, Provinz Oberhessen, Kreis Gießen
- ab 1938: Deutsches Reich, Volksstaat Hessen, Landkreis Gießen[15][Anm. 4]
- ab 1945: Amerikanische Besatzungszone, Groß-Hessen, Regierungsbezirk Darmstadt, Landkreis Gießen
- ab 1946: Amerikanische Besatzungszone, Hessen, Regierungsbezirk Darmstadt, Landkreis Gießen
- ab 1949: Bundesrepublik Deutschland, Hessen, Regierungsbezirk Darmstadt, Landkreis Gießen
- ab 1974: Bundesrepublik Deutschland, Hessen, Regierungsbezirk Darmstadt, Landkreis Gießen, Stadt Staufenberg[Anm. 5]
- ab 1977: Bundesrepublik Deutschland, Hessen, Regierungsbezirk Darmstadt, Lahn-Dill-Kreis, Stadt Staufenberg
- ab 1979: Bundesrepublik Deutschland, Hessen, Regierungsbezirk Darmstadt, Landkreis Gießen, Stadt Staufenberg
- ab 1981: Bundesrepublik Deutschland, Hessen, Regierungsbezirk Gießen, Landkreis Gießen, Stadt Staufenberg

### Gerichte seit 1803
In der Landgrafschaft Hessen-Darmstadt wurde mit Ausführungsverordnung vom 9. Dezember 1803 das Gerichtswesen neu organisiert. Für die Provinz Oberhessen wurde das „Hofgericht Gießen“ eingerichtet. Es war für normale bürgerliche Streitsachen Gericht der zweiten Instanz, für standesherrliche Familienrechtssachen und Kriminalfälle die erste Instanz. Die Rechtsprechung der ersten Instanz wurde durch die Ämter bzw. Standesherren vorgenommen und somit war für Mainzlar das „Landamt Gießen“ zuständig. Nach der Gründung des Großherzogtums Hessen 1806 wurden die Aufgaben der ersten Instanz 1821 im Rahmen der Trennung von Rechtsprechung und Verwaltung auf die neu geschaffenen Land- bzw. Stadtgerichte übertragen. „Landgericht Gießen“ war daher von 1821 bis 1879 die Bezeichnung für das erstinstanzliche Gericht, das für Mainzlar zuständig war.
Anlässlich der Einführung des Gerichtsverfassungsgesetzes am 1. Oktober 1879 wurden die bisherigen Land- und Stadtgerichte im Großherzogtum Hessen aufgehoben und durch Amtsgerichte an gleicher Stelle ersetzt, ebenso verfuhr man mit den als Obergerichten fungierenden Hofgerichten, deren Funktion nun die neu errichteten Landgerichte übernahmen. Die Bezirke des Stadt- und des Landgerichts Gießen wurden zusammengelegt und bildeten nun zusammen mit den vorher zum Landgericht Grünberg gehörigen Orten Allertshausen und Climbach den Bezirk des neu geschaffenen Amtsgerichts Gießen, welches seitdem zum Bezirk des als Obergericht neu errichteten Landgerichts Gießen gehört. Zwischen dem 1. Januar 1977 und 1. August 1979 trug das Gericht den Namen „Amtsgericht Lahn-Gießen“, der mit der Auflösung der Stadt Lahn wieder in „Amtsgericht Gießen“ umbenannt wurde.

## Bevölkerung
Einwohnerstruktur
Nach den Erhebungen des Zensus 2011 lebten am Stichtag dem 9. Mai 2011 in Mainzlar 1665 Einwohner. Darunter waren 147 (8,8 %) Ausländer. Nach dem Lebensalter waren 270 Einwohner unter 18 Jahren, 741 zwischen 18 und 49, 357 zwischen 50 und 64 und 300 Einwohner waren älter. Die Einwohner lebten in 738 Haushalten. Davon waren 225 Singlehaushalte, 222 Paare ohne Kinder und 225 Paare mit Kindern, sowie 48 Alleinerziehende und 15 Wohngemeinschaften. In 138 Haushalten lebten ausschließlich Senioren/-innen und in 522 Haushaltungen lebten keine Senioren/-innen.
Einwohnerentwicklung
| • 1502: | 0010 Männer                                                                                              |
| • 1577: | 0037 Hausgesesse                                                                                         |
| • 1630: | 0001 dreispännige, 5 zweispännige, 9 einspännige Ackerleute, 17 Einläuftige, 6 Witwen, 5 Vormundschaften |
| • 1669: | 0149 Seelen                                                                                              |
| • 1742: | 0001 Geistliche/Beamter, 78 Untertanen, 23 Junge Mannschaften, 2 Beisassen/Juden                         |
| • 1791: | 397 Einwohner                                                                                            |
| • 1800: | 398 Einwohner                                                                                            |
| • 1806: | 438 Einwohner, 84 Häuser                                                                                 |
| • 1829: | 517 Einwohner, 92 Häuser                                                                                 |
| • 1867: | 499 Einwohner, 80 Häuser                                                                                 |

| Mainzlar: Einwohnerzahlen von 1791 bis 2019 | Mainzlar: Einwohnerzahlen von 1791 bis 2019 | Mainzlar: Einwohnerzahlen von 1791 bis 2019 | Mainzlar: Einwohnerzahlen von 1791 bis 2019 | Mainzlar: Einwohnerzahlen von 1791 bis 2019 |
| --- | ------------------------------------------- | ------------------------------------------- | ------------------------------------------- | ------------------------------------------- |
| Jahr |                                             |                                             |                                             | Einwohner                                   |
| 1791 | 1791                                        |                                             | 397                                         | 397                                         |
| 1800 | 1800                                        |                                             | 398                                         | 398                                         |
| 1806 | 1806                                        |                                             | 438                                         | 438                                         |
| 1829 | 1829                                        |                                             | 517                                         | 517                                         |
| 1834 | 1834                                        |                                             | 475                                         | 475                                         |
| 1840 | 1840                                        |                                             | 474                                         | 474                                         |
| 1846 | 1846                                        |                                             | 500                                         | 500                                         |
| 1852 | 1852                                        |                                             | 468                                         | 468                                         |
| 1858 | 1858                                        |                                             | 418                                         | 418                                         |
| 1864 | 1864                                        |                                             | 443                                         | 443                                         |
| 1871 | 1871                                        |                                             | 465                                         | 465                                         |
| 1875 | 1875                                        |                                             | 440                                         | 440                                         |
| 1885 | 1885                                        |                                             | 433                                         | 433                                         |
| 1895 | 1895                                        |                                             | 451                                         | 451                                         |
| 1905 | 1905                                        |                                             | 509                                         | 509                                         |
| 1910 | 1910                                        |                                             | 572                                         | 572                                         |
| 1925 | 1925                                        |                                             | 665                                         | 665                                         |
| 1939 | 1939                                        |                                             | 755                                         | 755                                         |
| 1946 | 1946                                        |                                             | 1.227                                       | 1.227                                       |
| 1950 | 1950                                        |                                             | 1.441                                       | 1.441                                       |
| 1956 | 1956                                        |                                             | 1.402                                       | 1.402                                       |
| 1961 | 1961                                        |                                             | 1.388                                       | 1.388                                       |
| 1967 | 1967                                        |                                             | 1.483                                       | 1.483                                       |
| 1980 | 1980                                        |                                             | ?                                           | ?                                           |
| 1990 | 1990                                        |                                             | ?                                           | ?                                           |
| 2000 | 2000                                        |                                             | ?                                           | ?                                           |
| 2011 | 2011                                        |                                             | 1.665                                       | 1.665                                       |
| 2016 | 2016                                        |                                             | 1.705                                       | 1.705                                       |
| 2019 | 2019                                        |                                             | 1.730                                       | 1.730                                       |
| Datenquelle: Historisches Gemeindeverzeichnis für Hessen: Die Bevölkerung der Gemeinden 1834 bis 1967. Wiesbaden: Hessisches Statistisches Landesamt, 1968. Weitere Quellen: LAGIS; Stadt Staufenberg; Zensus 2011 |                                             |                                             |                                             |                                             |

Historische Religionszugehörigkeit
| • 1830: | 497 evangelische, ein römisch-katholischer, 19 jüdische Einwohner |
| • 1961: | 952 evangelische, 418 römisch-katholische Einwohner               |

Erwerbstätigkeit
| • 1961: | Erwerbspersonen: 116 Land- und Forstwirtschaft, 385 Prod. Gewerbe, 79 Handel, Verkehr und Nachrichtenübermittlung, 62 Dienstleistungen und Sonstiges. |

## Politik
Für Staufenberg, Daubringen und Mainzlar besteht ein gemeinsamer Ortsbezirke mit Ortsbeirat und Ortsvorsteher, nach Maßgabe der §§ 81 und 82 HGO und des Kommunalwahlgesetzes in der jeweils gültigen Fassung. Details siehe Stadt Staufenberg.

## Infrastruktur

### Bildung
- Die örtliche Grundschule in  Staufenberg heißt "Grundschule im Lumdatal".
- Im Ort gibt es die städtische Kindertagesstätte Kinderlachen.

### Verkehr

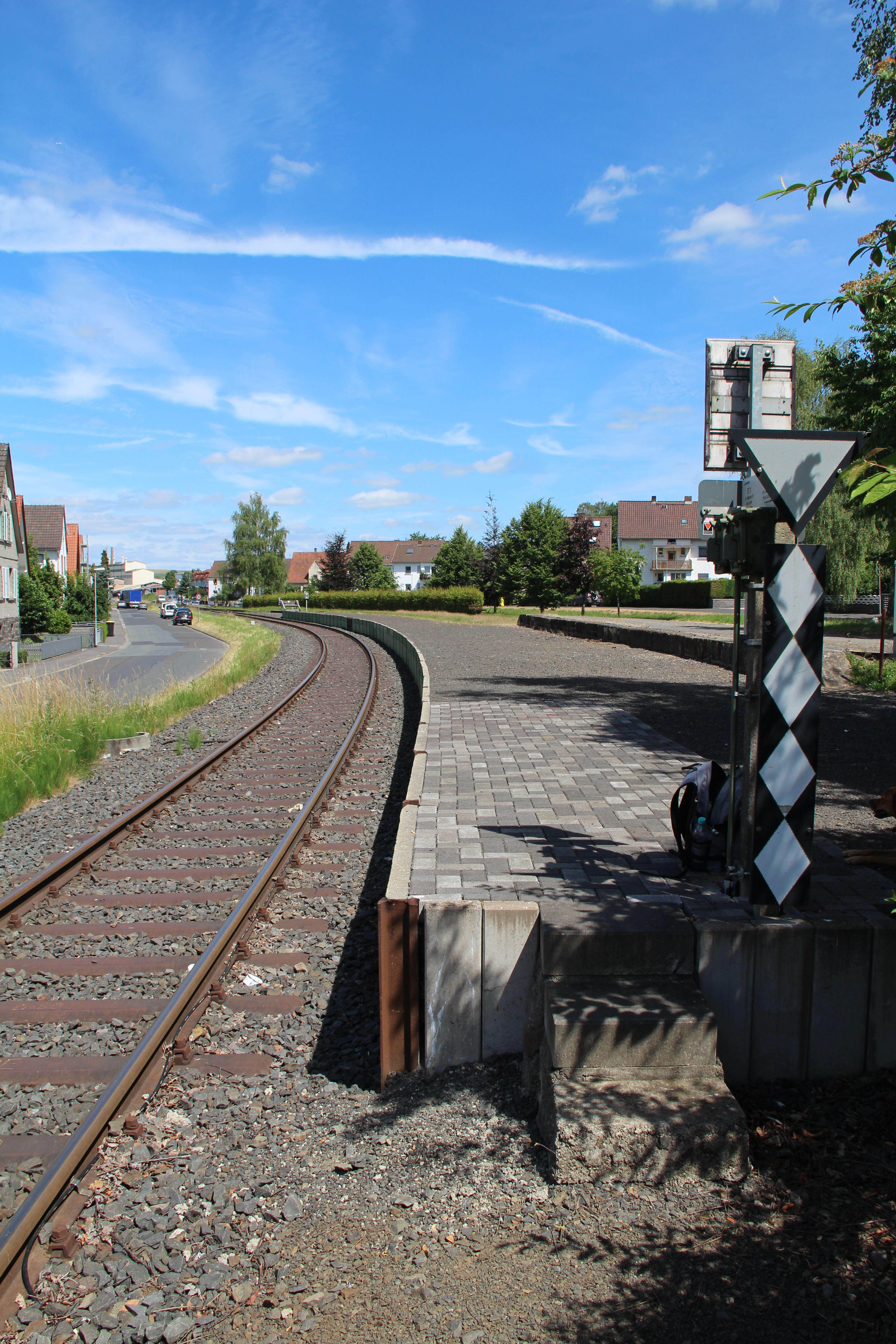
Bahnsteig des Bahnhofs Staufenberg-Mainzlar. Links die parallel verlaufende Didierstraße

#### Schienenverkehr
Der Ort hat einen Bahnhof an der Lumdatalbahn (Lollar–Londorf–Grünberg), die 1902 erbaut und in Teilen 1963 und 1981 stillgelegt wurde. Im Abschnitt, in dem Mainzlar liegt, findet heute noch Güterverkehr statt. Seit 1993 gibt es regelmäßig Sonderfahrten (u. a. zum Schmaadleckermarkt in Lollar), die seit 1997 in Mainzlar beginnen bzw. enden. Das aus der Ursprungszeit noch erhaltene Empfangsgebäude befindet sich in Privatbesitz.

#### Straßenverkehr
Im Westen liegt die autobahnähnlich ausgebaute Bundesstraße 3. In Mainzlar treffen sich die Landesstraßen 3059, 3144, 3356 und 3475. Die Ortsumfahrung im Zuge der Landesstraße 3146 wurde im Oktober 2010 freigegeben.

## Persönlichkeiten
- Berndt Dugall (* 1948), Bibliothekar